# Седамнаеста српска бригада НОВЈ
Седамнаеста српска бригада формирана је 2. јуна 1944. у селу Механе код Куршумлије од Пасјачког НОП одреда.
У први строј ове бригаде ушли су борци и руководиоци претежно из насеља на десној обали реке Топлице, из данашњих општина Дољевац, Житорађа, Прокупље и Куршумлија. Језгро за формирање 1. и 2. батаљона биле су чете Пасјачког НОП одреда „Ратко Павловић Ћићко“, које су попуном новим борцима развијене у батаљоне. Формирање Трећег батаљона није било довршено у тренутку формирања бригаде, па је он попуњен новим борцима током наредних дана. Средином јуна рејону села Мале Лубнице стигла су у оквиру савезничке помоћи и прва оруђа за подршку: четири минобацача 82 мм енглеског порекла са минама, чиме је комплетирана пратећа чета бригаде. Минобацачи малог калибра енглеског или италијанског порекла подељени су по батаљонима и четама.
Пошто је формирање Седамнаесте српске бригаде трајало око 20 дана, у разним изворима се наводе различити подаци за датум и место формирања. Поред села Механе, помиње се село Бачије, село Бубан, Проломска Бања, Космача и друга места у којим је бригада боравила у овом периоду
467 војника и официра 17. јула 1944. По окончању процеса формирања, средином јуна 1944, бригада је бројала око 800 бораца.
За команданта је именован Михаило Мушовића за политичког комесара бригаде именован је др Милан Прелић.
Бригада је од формирања до 10. јуна 1944. године, када је формирана 24. дивизија, била непосредно потчињена Главном штабу за Србију. Након тога ушла је у састав 24. дивизије, заједно са Једанаестом, Тринаестом и Петнаестом бригадом. У њеном саставу остала је до краја рата.

## Ратни пут бригаде
У саставу 24. дивизије, бригада је прошла кроз оштре борбе током Топличко-јабланичке операције. Током Нишке операције истакла се приликом разбијања главнине 7. СС дивизије на путу Ниш - Прокупље.
Након Нишке операције бригада је у саставу 14. корпуса током Косовске операције вршила притисак на комуникацију Скопље - Косовска Митровица. Након неуспешног окончања прве фазе ове операције, дивизија је 7. новембра 1944. замењена Двадесет другом дивизијом. После смене, Седамнаеста бригада повучена је у Ниш ради одмора, попуне и сређивања. Бригада је проглашена ударном 19. октобра 1944.
Након тога дивизија је вршила дужност гарнизонске јединице у Нишу и Алексинцу. Током фебруара и марта 1945. учествовала је у разбијању побуне на Косову под водством Шабана Полуже.
Према сачуваним ратним подацима, који нису комплетни, у саставу бригаде се током рата борило око 3.000 људи. Од њих је 101 борац и руководилац погинуо, 176 је рањено и 8 нестало.